# Isla de La Rúa
La isla de La Rúa (Illa da Rúa) es una isla situada casi en el centro de la ría de Arosa, a 4 kilómetros al sureste del puerto de Ribeira, munucipio al que pertenece (provincia de La Coruña, Galicia, España).

## Descripción
Es una de las islas más aisladas de la ría de Arousa y una de las más destacadas pese a sus escasas 4 hectáreas de superficie. Es enteramente rocosa, formada por grandes bolos de granito y de abordaje difícil.
Posee un faro importante para el balizamiento de la ría, que es gemelo del de la isla de Ons, construido por el mismo arquitecto, Rafael de la Cerda, en 1864. Pese a lo inhóspito de la isla, estuvo habitada por fareros hasta la automatización del faro.

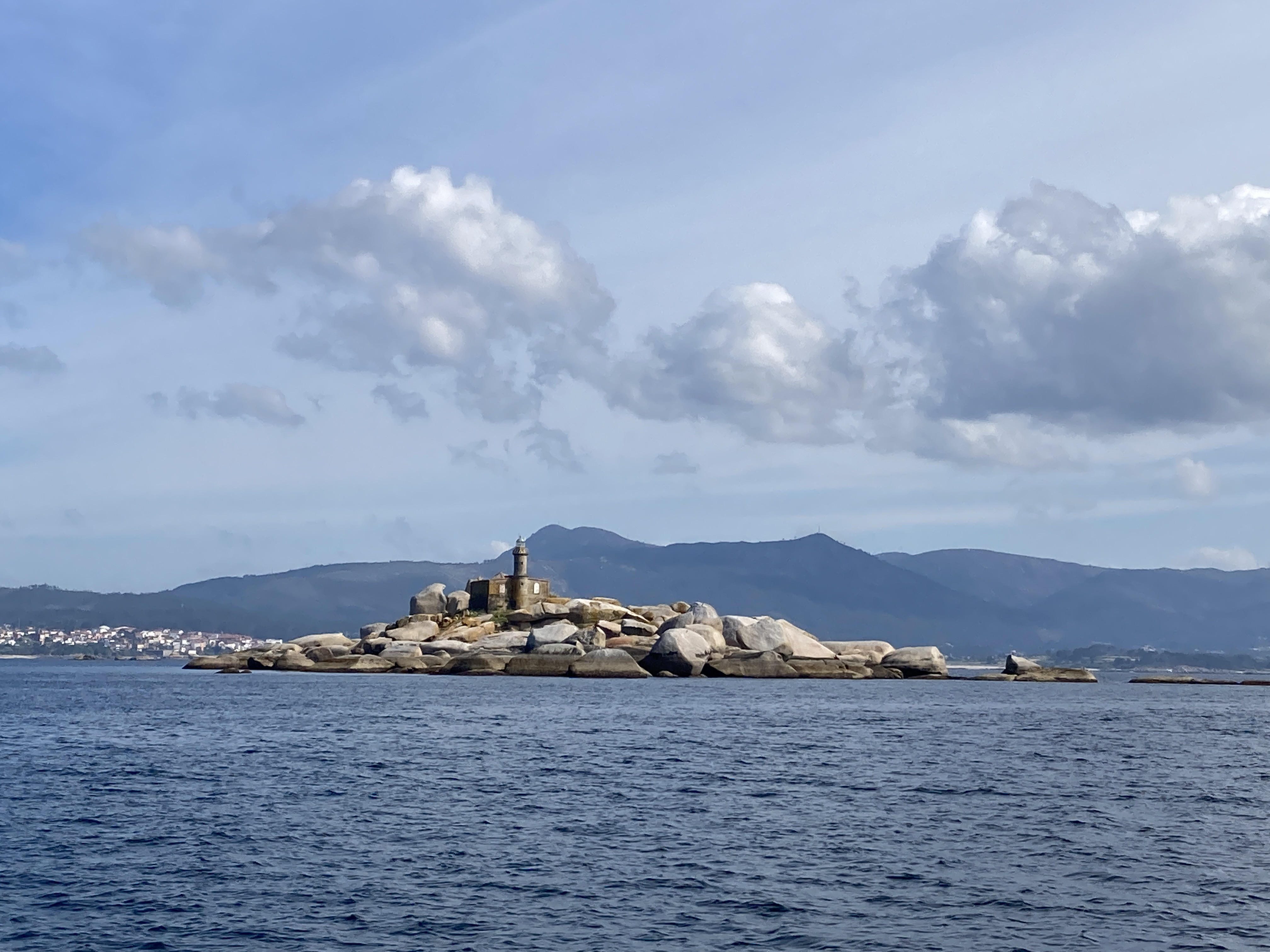
Baliza de la isla Rúa.